# Квинт Асконий Педиан
Квинт Асконий Педиан (на латински: Quintus Asconius Pedianus; * 9 пр.н.е.; † 76 г.) e коментатор на класически текстове и граматик. Произлиза от фамилията Асконии.
Запазени са коментарите му за следните речи на Цицерон: in L. Calpurnium Pisonem, pro Aemilio Scauro, pro Milone, pro Cornelio de maiestate, in toga candida от 65 и 64 пр.н.е. Светоний ползва Асконий Педиан за своите viri illustres.